# Pierrot (Santa Lucía)
Pierrot es una localidad de Santa Lucía que forma parte del distrito de Vieux Fort.